# Francisco de Borja Docal Saiz
Francisco de Borja Docal Saiz známý jako Borja Docal (* 3. října 1991, Santander) je španělský fotbalový záložník, od srpna 2016 působící v klubu FK Senica.

## Klubová kariéra
Je odchovancem mužstva Racing de Santander. V klubu prošel všemi mládežnickými kategoriemi a propracoval se do seniorské kategorie, kde nastupoval za rezervu i A-tým. Před sezonou 2013/14 přestoupil do klubu CD Mirandés. Po dvou letech se následně vrátil zpět do Santanderu.

### FK Senica
V srpnu 2016 odešel do zahraničí, kde se domluvil na smlouvě se slovenským týmem FK Senica. V Senici se sešel se svým krajanem Albertem Delgadem, se kterým hrál osm let v Racingu de Santander.

#### Sezóna 2016/17
V dresu Senice debutoval 30. července 2016 v ligovém utkání 3. kola proti MFK Zemplín Michalovce (výhra 2:0), odehrál 53 minut.